# Красномихайловское
Красномиха́йловское — село в Яшалтинском районе Калмыкии, административный центр Красномихайловского сельского муниципального образования.
Основано в 1890 году как посёлок Князе-Михайловский.
Население — 1101 человек (2010)

## Название
Современное название село получило после прихода к власти большевиков. При этом использовались различные варианты написания названия «Красная Михайловка» (отмечается на различных географических картах вплоть до 1958 года), Красное Михайловское и ставший впоследствии основным — Красномихайловское.

## История
В 1889 году был организован миссионерский стан в Большедербетовском улусе, в балке Яшалта. Близ него в мае 1890 года императором было одобрено заключение Комитета Министров об отводе из общего надела Будульчинерова (Икичиносова) и Идрисова родов 6000 десятин удобной и 1744 десятины неудобной земли «для образования на этом участке посёлка крещенных калмыков, с организацией внутреннего управления этим поселков в том виде и составе, какой существует ныне в селениях Ставропольской губернии, с наименованием такового „КнязеМихайловским“, в память князя Михаила Тверского, и с сохранением за поселенными калмыками тех прав на землю, которыми они ныне пользуются, согласно § 6 Высочайше утверждённого 23 апреля 1847 года положения об управлении калмыцким народом». На средства калмыцкого общественного капитала построили церковь, школу, дома для миссионеров и учителей.
В 1894 году в стане поселилось 36 малодербетовских калмыков. В 1904 году в поселке проживало 191 человек — 152 калмыка и 39 русских. Имелось 13 деревянных домов, 55 саманных и 70 различных построек. После 1910 года население стало увеличиваться за счет русских и украинских переселенцев — выходцев из малоземельных губерний. На конец 1912 года калмыцкое население составило 160 человек, а русских — 226. Уже имелось 43 саманных дома, школа, церковь, фельдшерский пункт, здание поселкового правления, амбар для зерна, торговая лавка, кузница
В 1929 году был основан колхоз «Победа» (ныне-СПК).
Летом 1942 года Красномихайловское, как и другие населённые пункты района, было кратковременно оккупировано (освобождено в январе 1943 года). 28 декабря 1943 года калмыцкое население было депортировано. Село, как и другие населённые пункты Яшалтинского улуса Калмыцкой АССР было передано в состав Ростовской области. Возвращено в состав вновь образованной Калмыцкой автономной области в 1957 году.

## Физико-географическая характеристика
Село расположено на востоке Яшалтинского района, в пределах Ставропольской возвышенности, на правом берегу реки Джалга (бассейн Западного Маныча), на высоте 40 м над уровнем моря. Рельеф местности ровный (с некоторым уклоном в сторону реки Джалга). В окрестностях села распространены чернозёмы маломощные малогумусные и темнокаштановые почвы различного гранулометрического состава.
По автомобильной дороге расстояние до столицы Калмыкии города Элиста составляет 200 км, до районного центра села Яшалта — 34 км. Ближайшие населённые пункты — сёла Солёное (расположено в 10 км к северу от Красномихайловского) и Матросово (в 4 км км к югу). К селу имеется подъезд от автодороги Яшалта — Дивное.
Согласно классификации климатов Кёппена-Гейгера посёлок находится в зоне континентального климата с относительно холодной зимой и жарким летом (индекс Dfa). Среднегодовая норма осадков — 422 мм, наибольшее количество осадков выпадает в июне — 52 мм, наименьшее в феврале и марте — по 25 мм.

## Население
Динамика численности населения по годам:
| 1904 | 1909 | 1912 |
| ---- | ---- | ---- |
| 191  | 239  | 386  |

| 2002 | 2010  |
| ---- | ----- |
| 1080 | ↗1101 |

Национальный состав
Согласно результатам переписи 2002 года большинство населения посёлка составляли русские (86 %)

## Социальная инфраструктура
В Красномихайловском расположены дом культуры и библиотека. Среднее образование жители посёлка получают Красномихайловской средней общеобразовательной школе. Медицинское обслуживание жителей села обеспечивают офис врача общей практики и Яшалтинская центральная районная больница. Ближайшее отделение скорой медицинской помощи расположено в селе Яшалта.
Село электрифицировано и газифицировано, действует система централизованного водоснабжения. Водоотведение обеспечивается за счёт использования выгребных ям.

## Достопримечательности
- Монумент жертвам фашизма (автор — калмыцкий скульптор Никита Амолданович Санджиев).